# Clube Atlético Internacional
O Clube Atlético Internacional foi um clube de futebol brasileiro sediado em Santos, estado de São Paulo. Fundado em 27 de outubro de 1902 e extinto em 1910. Suas cores eram azul, vermelho e amarelo. Participou do Campeonato Paulista de Futebol da Primeira Divisão (atual A1) em 1907 e 1908.

## História
O Clube Atlético Internacional foi, ao lado do Sport Clube Americano, o primeiro clube da cidade de Santos a disputar o Campeonato Paulista de Futebol, assim como o primeiro clube não paulistano a participar do Paulistão, transformando um campeonato municipal em estadual.
Henrique Porchat foi quem introduziu o futebol em Santos ao trazer duas bolas e promover o primeiro jogo de futebol na praia do Boqueirão. Dias depois, no teatro Variedades, ele e outros desportistas promoveram, na noite de 2 de novembro de 1902, a reunião de fundação do Club Athletic Internacional, a primeira agremiação futebolística que surgiu no município de Santos. Voltaram a reunir-se a 1 de janeiro para eleger e empossar sua primeira diretoria, assim formada: 
- presidente - Gustavo Goetze;
- vice-presidente - Joaquim Montenegro (que foi presidente da Câmara de Vereadores e prefeito municipal);
- secretário - Ernesto Roxo;
- tesoureiro - João Mourão;
- diretor - André Peixoto Miler;
- referee - C. Félix de Lima Júnior.

O Internacional foi o primeiro campeão citadino de Santos (em 1903 e 1904), numa disputa entre dois clubes, com o SC Americano, semelhante ao que ocorria em Porto Alegre entre o Grêmio Foot-Ball Porto Alegrense e o Fussball Club Porto Alegre. Em 1904 quase disputou o campeonato da Liga Paulista de Futebol, perdendo a vaga para a Associação Atlética das Palmeiras. Em 1907 juntamente com o Americano ingressou na Liga Paulista, disputando em 1907 e 1908, No ano seguinte, abandonou as disputas por falta de recursos para viajar a São Paulo.
O Internacional deixou de funcionar em 1910. Mais tarde, seu campo na Avenida Ana Costa foi utilizado pelo Santos Futebol Clube em seus primeiros jogos. Um de seus uniformes era camisa e calção branco e meias pretas